# Karl-Ulrich Kuhlo
Karl-Ulrich Kuhlo (* 25. Oktober 1947 in Düsseldorf) ist ein deutscher Journalist.

## Leben und Beruf
Kuhlo, ein Sohn des Diplom-Ingenieurs Hans-Joachim Kuhlo, nahm nach dem Abitur in Hilden Kuhlo ein Studium der Rechtswissenschaft und der Politikwissenschaft auf, das er jedoch abbrach. 
Von 1971 bis 1976 arbeitete Kuhlo als Reporter für die Kölnische Rundschau, danach als Chefreporter für die Bereiche „Politik und Wirtschaft“ bei der Bild am Sonntag. Von 1984 bis 1986 hatte er als Chefredakteur den Auftrag des Hauses Springer, den Satelliten- und Kabelkanal SAT.1 aufzubauen. Nach einem Zwischenspiel als freier Autor war er 1991 an der Gründung des Nachrichtensenders n-tv beteiligt und war von 1991 bis 1998 dessen Geschäftsführender Gesellschafter, schließlich seit 1999 der Vorsitzende des Aufsichtsrates.
Kuhlo ist seit 1999 Mitglied des Kuratoriums der Friedrich-Naumann-Stiftung für die Freiheit; seit 2011 ist er Mitglied im Programmausschuss.